# Енотовидно куче
Енотовидното куче (Nyctereutes procyonoides) е животно от семейство Кучеви, макар че често е бъркано с енота и язовеца. То е единственият жив вид в род Енотовидни кучета (Nyctereutes). Енотовидното куче има особена значимост в японската култура, където то е известно под името тануки (タヌキ).

## Общи сведения
Средната дължина на възрастно енотовидно куче е около 65 cm, а теглото е между 4 и 10 kg.
В научните среди се водят спорове за връзката между сибирския (N. p. ussuriensis) и китайския (N. p. procyonoides) подвид от една страна и японския (N. p. viverrinus) подвид – от друга. Според някои японският подвид е отделен вид, поради някои различия в хромозомите, поведението и теглото.

## Разпространение
Енотовидните кучета произлизат от Япония, Югоизточен Сибир и Манджурия, но днес се срещат до Скандинавия, Франция и Италия. Обитават както равнинни, така и планински райони, особено в гористи местности. Често могат да бъдат видени и край села и обработваеми земи. В България отделни екземпляри има в Добруджа, Великотърновско и Бургаско.
Популацията на енотовидните кучета намалява през последните години, поради лова, урбанизацията, разпространението на домашните животни и предаваните от тях болести.

## Начин на живот и хранене
Енотовидните кучета са единствения представител на семейство Кучеви, които, подобно на мечките, спят зимен сън, след като са се охранили през есента. Известно е също, че понякога те се правят на умрели, когато са нападнати. Те живеят прикрити и обикновено се крият или скимтят, вместо да се бият.
Както и другите представители на семейството, енотовидните кучета са всеядни. Въпреки това тяхната диета е необичайно разнообразна, включвайки безгръбначни, жаби, гущери, гризачи и птици, наред със семена и плодове. Живеещите край океана ядат също крабове и изхвърлени на сушата морски организми.

## Размножаване
Енотовидните кучета раждат средно по 5 малки. Те са моногамни, но са наблюдавани сблъсъци за женски между мъжките. Продължителността на живота е 3 – 4 години в диви условия и 11 години в плен.